# سنگ‌نوشته مردوک آپال ایدین

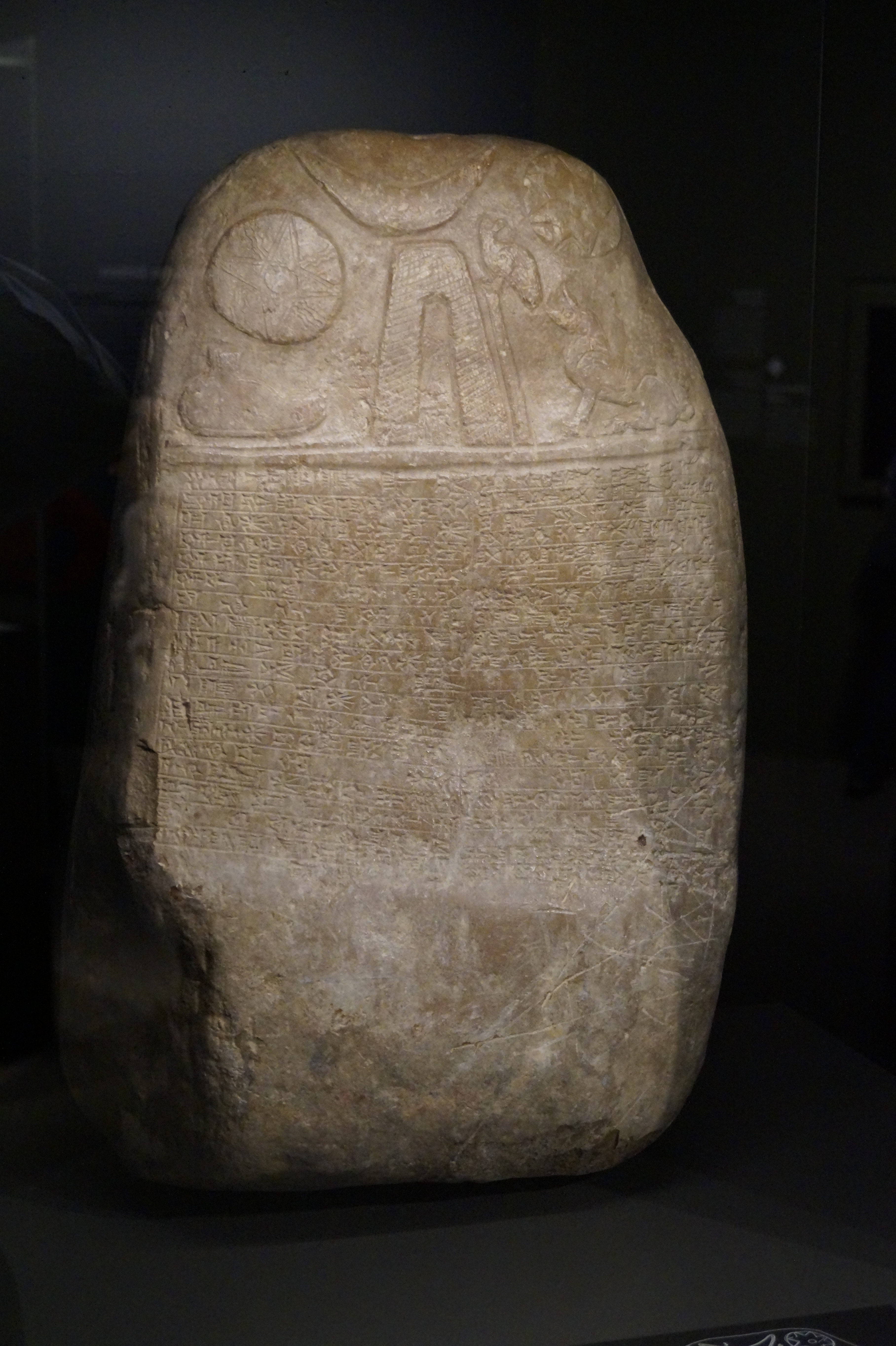
سنگ‌مرز سرپل ذهاب دربارهٔ واگذاری زمین‌هایی کشاورزی از سوی کارگزار به مردی «بوراساخ» نام است. این سنگ‌مرز هرکس را که جرئت زیر پاگذاشتن حق مالکیت زمین‌های بوراساخ را داشته‌باشد، نفرین می‌کند. نشانگان بالای سنگ، خدایان فراخوانده شده هستند. خورشید برای شَمَس، هلال ماه برای سین، ستاره برای ایشتر، بیل برای مردوک، و سگ برای «گولا» و دیگر خدایان.

سنگ‌نوشتهٔ مردوک آپال ایدین یک کودورو (سنگ‌مرز) است که به‌صورت یک سنگ‌نوشته به خط میخی بابلی ساخته شده‌است. این سنگ‌مرز در منطقهٔ سرپل ذهاب در استان کرمانشاه کشف شد.

## تاریخچه
در سال ۱۳۴۵ شمسی این سنگ‌نوشته در شمال سرپل ذهاب در دامنه یک کوه کشف شد. کشف این سنگ نبشته در محل یاد شده که در هزاره ۲ ق.م. تحت تسلط پادشاهان کاسی بابل قرار داشته است از این نظر اهمیت ویژه‌ای دارد که ارتباط بابل را با این ناحیه را تا حدی روشن می‌سازد.

## نقوش برجسته

### قسمت اول
در بالای نقوش برجسته‌ای شامل ۱۷ تصویر در چهار طرف سنگ حجاری شده‌است هر یک از این اشکال رمز و نشان یکی از خدایان بابلی است که به صورت تخیلی مجسم شده‌است بدین ترتیب این کتیبه غالب خدایان مورد پرستش اقوام آن زمان را معرفی می‌کند معانی بعضی از تصاویر مزبور چنین توجیه و تعبیر شده‌اند.
1. ستارهٔ چهار بر با چهار اشعه مواج محاط در دایره مظهر خدای آفتاب شمس
2. در وسط هلال ماه علامت خدای ماه سین
3. در سمت راست ستاره هشت بر محصور در دایره رمز خدای برکت و شادابی ایشتار
4. ساغری شبیه کفش با دهانهٔ باریک رمز خدای آتش نسکو
5. سر قوچ بر سکویی که در داخل طاق ذوزنقه‌ای شکل قرار گرفته‌است رمز خدای آب و دریاها یا ((Ea یا آنکی
6. پرنده‌ای شبیه کلاغ که بر عصایی نشسته‌است رمز خدای عالم سفلی ببسوگال یا رمز خدای جنگ اورورو
7. حیوان نشسته‌ای شبیه سگ مظهر خدای عالم سفلی گوله
8. نقش نیزهٔ قائمی که نوک آن به طرف بالا قرار دارد یا آتشدان مظهر خدای بابل مردوک
9. دو شاخهٔ منحنی مواج که بر پشت گوسفندی قرار دارد رمز خدای رعد و برق و باران اداد
10. دو سکوی مربع شکل معلوم نیست رمز چه خدایی است
11. سر بز کوی با گردن بلند که بر سکویی قرار دارد و معلوم نیست مظهر چه رب النوعی است
12. نیم تنه دو شیر که پشت به هم بر روی سکویی قرار دارند تا کنون معلوم نشده‌است که نشانهٔ چه خدایی است
13. شکل غزالی که نیمی از بدن آن شبیه ماهی است رمز خدای آب‌های زیر زمینی آبسو
14. شکل حیوان نشسته‌ای با دو شاخ بلند شبیه مشخسو رمز خدای حکمت و علم نبو
15. در طرف راست نقش حیوانی با سر شیر و بدن مرغ دیده می‌شود رمز خدای عالم سفلی نوگال است
16. در زیر نقوش مزبور شکل مار طویلی حک شده‌است که سر را به‌طور قائم نگاه داشته‌است این حیوان رمز عالم سفلی سییرو است.[۳][۴]

### قسمت دوم
در پایین نقوش مزبور کتیبه‌ای به خط میخی بابل متوسط است که در اصل از شش لوحه یا ستون تشکیل می‌شود که دو لوحه از سطح عریض و جانبی آن را در قدیم به علت نامعلومی محو کرده‌اند اکنون بیش از چهار لوحه از کتیبه مزبور باقی نمانده که شامل ۶۴ سطر است بی شک از بین رفتن دو لوحه مزبور باعث گسیختگی مطالب و عدم ارتباط آنها می‌شود
این سنگها که به کودورو معروف است حدود املاک مزروعی و مراتع و دیگر قسمتهای مربوط به آن را با مشخصات کامل تعیین می‌کند معمولاً از این سنگها دو نسخه تهیه می‌شد که یکی از آنها در زمین مربوطه نصب می کردندو دیگری را در معبدی به امانت می‌گذاشتند
در این سنگ نبشته علاوه بر حدود زمین‌های مزروعی نام صاحبان آنان ذکر شده‌است همچنین از نام شاهانی یاد شده که در زمان آنان این کار انجام گفته‌است نام کلیه خدایانی که نقوش آنها در بالای کتیبه حک شده‌است در کتیبه آمده‌است این خدایان گواه خواهند بود که اگر بعدها اشخاص طماعی در این زمین‌ها به تصرف غیرقانونی دست زدند انتقام صاحب آن را از مرد غاصب خواهند گرفت. بعضی اوقات برای تعیین حدود املاک سلطنتی هم از این نوع سنگ نبشته‌ها تهیه می‌شد و آن را به نام پادشاهان ثبت می‌کردند در این سنگ‌ها بعضی اوقات حوادث تاریخی نام اشخاص و شهرهای ناشناخته نهفته که از لحاظ باستانی درخور توجه و مطالعه است
در کتیبه مکشوفه پل ذهاب اصلی آن بیش از ۶۴ سطر بود علاوه بر حدو املاک و نام اشخاص مختلف اسم مردوک آپال ایدین (۱۱۲۹–۱۱۱۷ق. م) پادشاه کاسی بابل در سطر پانزدهم و شانزدهم ذکر شده که به این ترتیب خود را معرفی می‌کند
"برای شاه مردوک آپال ایدین شاه این سرزمین پسر ملی شی خو با ملی شی یاک "
این کتیبه صرف نظر از اهمیتی که متن بابلی آن دارد از دو لحاظ قابل توجه است یکی از نظر محل پیدایش این سنگ است که با ناحیه لولوبی تطبیق می‌کند و دیگر این که سلطنت کاسی‌ها که از نیمه اول هزاره دوم قبل از میلاد به مدت شش سده در بابل حکومت داشتند مربوط می‌شود و در زمان مردوک آپال ایدین یکی از آخرین پادشاهان سلسله مذکور نوشته شده‌است
در زمان سلطنت کاستی‌ها در بابل ثبت وضبط املاک مزروعی بسیار متداول بود به طوری که از آن زمان تعداد زیادی کود و رو به یادگار مانده و اکنون در موزه‌های مختلف دنیا موجود است.

### قسمت سوم
سنگ مزبور تا زیر کتیبه ناصاف و طبیعی است و هیچ گونه کاری در این قسمت انجام نگرفته‌است چون این قسمت در دل خاک قرار می‌گرفت و از نظر مردم پنهان بوده‌است آن را به حال طبیعی خود باقی گذاشته‌اند و مطالب و نقوش را در چهار طرف سنگ خارج از زمین حک کرده‌اند تا افراد مختلف به سهولت بتوانند از کلیه مفاد کتیبه اطلاع حاصل کنند.

## ارتباط سنگ نبشته کشف شده در شوش با سنگ نبشته مردوک آپالایدین
در ایران علاوه بر سنگ نبشته فوق کودو روهای دیگری در حفاری‌های هیئت علمی فرانسوی در شوش زمان دمرگان کشف شد که در بین آنها چند کودورو به نام مردوک آپال ایدین وجود دارد و ترجمهٔ آنها به وسیله پرشل در جلد شش کتاب مطالعات هیئت علمی فرانسوی در شوش به چاپ رسیده‌است
با مطالعه مختصری که بر روی کتیبه به دست آده در سر پل ذهاب انجام گرفته نتایج زیر به دست آمده‌است
1. مفاد قسمتی از کتیبه مزبور با کتیبه مردوک آپال ایدین که در شوش کشف شده‌است ارتباط نزدیکی دارد
2. چنان‌که نکته فوق پس از مطالعه کامل کتیبه پل ذهاب کاملاً روشن شود و چون این دو کتیبه هر دو در زمان یک پادشاه نوشته شده باشد می‌توان چنین فرض کرد که درهزاره اول پیش از میلاد هنگام حمله و جنگ عیلامیها با بابلیها کودوروی مردوک آپال ایدین مکشوفه در شوش که ممکن است نسخه ثانی کتیبه پل ذهاب باشد به وسیله فاتحان عیلامی از معبدی برداشته شده و مانند دیگر غنایم جنگی به شوش منتقل گردیده‌است.

۳) از نکات جالب محل کشف سنگ نبشته مزبور است که با نواحی لولوبی تطبیق می‌کند. وجود این سنگ در آن ناحیه خود دلبستگی پادشاهان کاسی بابل را تا سده ۱۲ ق.م. به میهن اصلی خود یعنی کوهستانهای زاگرس و نواحی کرمانشاهان و لرستان روشن می‌سازد
در همین راستا یک باستان‌شناس کرمانشاهی گفت: سنگ نبشته مردوک آپال ایدین که در سرپل ذهاب کشف شده از منحصر به فردترین یافته‌های تاریخی است وی افزود این اثر به خط میخی بابلی می‌باشد و دارای ارزش تاریخی بسیار زیادی است و کشف این سنگ نگاره از این نظر که ارتباط بابل را با این ناحیه تا حدی روشن می‌سازد اهمیت خاصی دارد و شکل آن نامنظم است و چهارپهلو است و قسمت بالای آن از قسمت پایین آن باریکتر است و جنس آن آهکی است.

## ظاهر
شکل ظاهری سنگ نوشته مزبور نامنظم و چهار پهلو و قسمت بالای آن از پایین باریک‌تر است. جنس آن آهکی و از سنگ‌های رودخانه‌ای یا آب شست انتخاب شده‌است. ابعاد آن ۶۰ در ۳۶ سانتی‌متر است. قسمت‌های ناهموار آن را اندکی صاف کرده‌اند تا برای حک و نقر نقوش و کتیبهٔ مورد نظر آماده شود. این سنگ نوشته همانند دیگر کتیبه‌های نظیر خود که در شوش و بین‌النهرین به دست آمده‌است به اصطلاح قدیمی کودورو معروف است و از سه قسمت متمایز تشکیل می‌شود.

## محل نگهداری
سنگ‌نوشته مردوک آپال ایدین در موزۀ ملی ایران نگهداری می‌شود. در سال ۱۴۰۳ این سنگ‌نوشته برای یک هفته به کرمانشاه آورده شد و طی روزهای ۲۷ مهر تا ۴ آبان ۱۴۰۳ در موزۀ سنگ تاق‌بستان به‌نمایش عمومی درآمد.